# いるか座ベータ星
いるか座β星（いるかざベータせい、β Delphini / β Del）は、いるか座の多重星である。

## 概要
主星Aは実視等級4.1等の準巨星、伴星Bは4.9等主系列星の分光連星である。2つの星は軌道長半径13auの楕円軌道をおよそ26.7年の周期で周回している。地球から見ると、平均して0.65秒しか離れていないため、小望遠鏡では分解して見ることはできない。さらに13.1等の伴星Cが発見されている。

## 名称
ロタネヴ (Rotanev) という固有名を持つ。これは、α星のスアロキン (Sualocin) とともに、1814年にパレルモ天文台台長のジュゼッペ・ピアッツィが出版した「パレルモ星表」の第2版で初めて使われた。これらの名前は、当時ピアッツィの助手を務めていたニコロ・カチャトーレの名前をラテン語化した Nicolaus Venator を逆から読んだものから名付けられた。カチャトーレは後にピアッツィの後を継いでパレルモ天文台の第2代台長となっている。
2016年9月12日に国際天文学連合の恒星の命名に関するワーキンググループ (Working Group on Star Names, WGSN) は Rotanev を固有名として正式に承認した。